# 韦绚
韦绚（801年—879年），字文明，京兆人。

## 生平
韦绚属京兆韦氏龙门公房，是同平章事韦执谊的第六子。长庆元年（821年）至夔州白帝城从刘禹锡學習。娶元稹女兒元保子為妻。歷官江陵少尹、起居舍人。官至义武军节度使。著有《刘公嘉话录》（劉公即劉禹錫）一卷、《戎幕闲谈》一卷。

## 歷職
- 十八岁，從鄭餘慶学诗。又到夔州刺史刘禹锡处学习。崔郾主持科举，大和二年入京考试登第。
- 入滑鄭節度使李德裕幕府任职，李移镇西川，奏授節度巡官、试祕書省校書郎。
- 入京直弘文馆，授涇陽縣尉。大和八年十一月，李德裕任浙西節度使，又辟爲節度推官，改監察御史里行。次年從李贬官袁州，之后在湖南觀察使盧術（即卢周仁）幕府任觀察支使。
- 御史中丞狄兼謨任命其爲監察御史，升任左補闕，歷任右史、起居舍人。
- 唐武宗時，转任司封貟外郎，判考功，遷吏部貟外郎，拜捡校兵部郎中，兼侍御史，转秘书少監，兼少尹中丞，在任四年。李德裕任東都留守，韦绚亦改任河南少尹，李贬官潮州，韦绚也被贬爲明州長史，隔年改为亳州别駕。
- 大中十年（856年）升任江陵少尹，不久任京兆少尹、太府卿，赐金紫。
- 咸通时，官至义武军节度使，兼御史中丞，在任三年，入京任捡校工部尚書，兼大理卿，又拜祕書監，尚書如故。改捡校礼部尚書，兼太子賓客。乾符六年十一月去世，年七十九岁[6]。

## 家庭
- 夫人：河内縣君河南元氏（元稹之女）
- 長子：韋維嵩
- 次子：韋玄崇
- 三子：韋道貞
- 四子：韋光輔
- 五子：韋夢松
- 女儿：嫁给進士元温季子元彥猷